# کیس رایانه

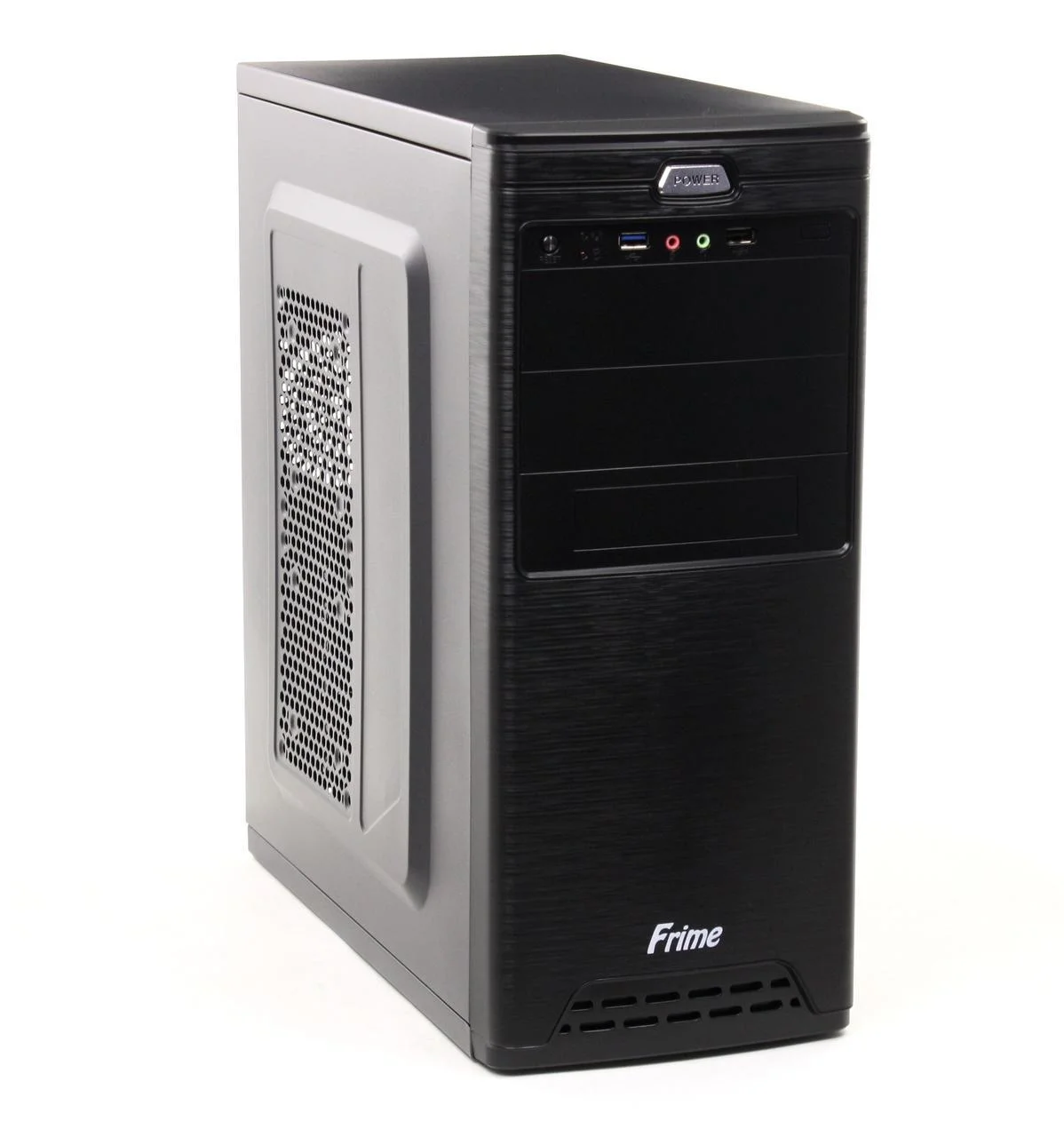
یک کیس رایانه از نوع میدل تاور

کازۀ رایانه، کیس کامپیوتر (به انگلیسی: Computer Case) یا یکای سامانه (به انگلیسی: System Unit) یک قطعه‌ای در رایانه‌های رومیزی است که به شکل جعبه طراحی شده و برای نصب فیزیکی و قرارگیری قطعات اینترنال (مادربورد و قطعه‌های مرتبط با آن) کاربرد دارد. همچنین وظیفه نگه‌داری و کنار هم نگاه‌داشتن و خنک‌سازی این قطعات را بر عهده دارد.
کازۀ رایانه درواقع به عنوان یک بدنه اصلی برای تعبیه کردن مادربرد و قطعه‌های متصل به مادربرد است. قطعه‌هایی مانند سی‌پی‌یو، رَم، ایچ‌دی‌دی، جی‌پی‌یو، پی‌اس‌یو و اُدی‌دی است. بیشتر روند اسمبل قطعه‌های رایانه درون کازه انجام می‌گیرد. کازه‌ها از نظر فناوری تفاوت چندانی با یکدیگر نداشته و تفاوت اصلی آن‌ها در اندازه و امکانات جانبی آن‌ها است.

## نام

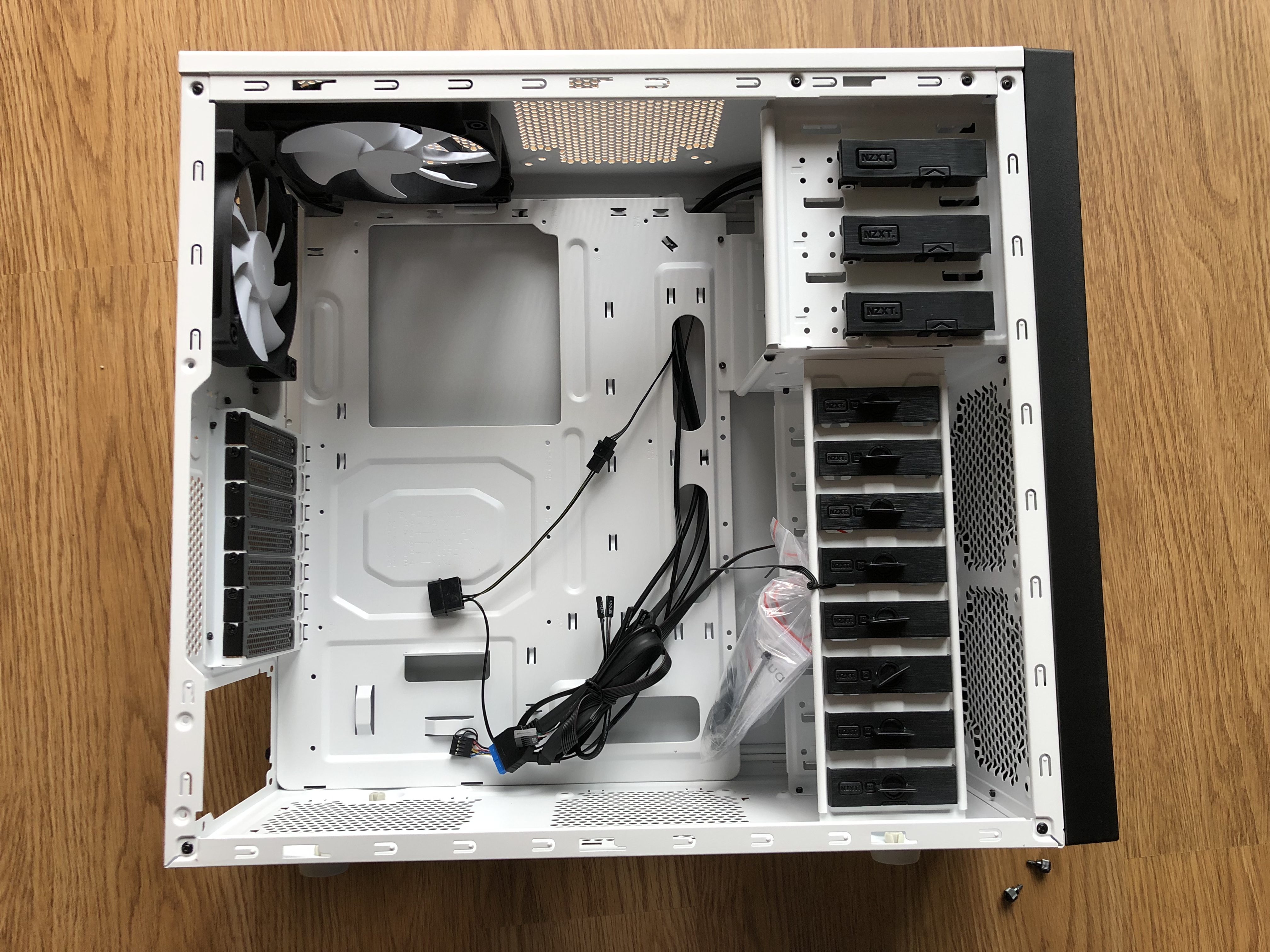
درون یک محفظه رایانه قبل از اسمبل

محفظه کامپیوتر، کیس کامپیوتر، کابینت کامپیوتر، قاب کامپیوتر، جعبه کامپیوتر، پوسته کامپیوتر، کیس یا کازِه از نام‌های مترادف هستند که همگی به یک جزئی از رایانه رومیزی اشاره دارند که بیشتر اجزای اصلی رایانه درون آن جای می‌گیرد. کیس رایانه را به نام‌های محفظه (enclosure)، هوزینگ (housing)، شاسی (chassis)، تاور (tower)، باکس (box)، کابینت (cabinet) و بیس یونیت (base unit) نیز گفته می‌شود. بیشتر آن را به نام کیس (case) می‌شناسند.

## پیشینه
پیشینه کیس‌های رایانه به توسعه رایانه‌های رومیزی باز می‌گردد. داشتن یک رایانه رومیزی باعث می‌شد تا کاربرها قطعه‌های مرتبط با مادربرد را درون آن بچینند.

## کاربرد

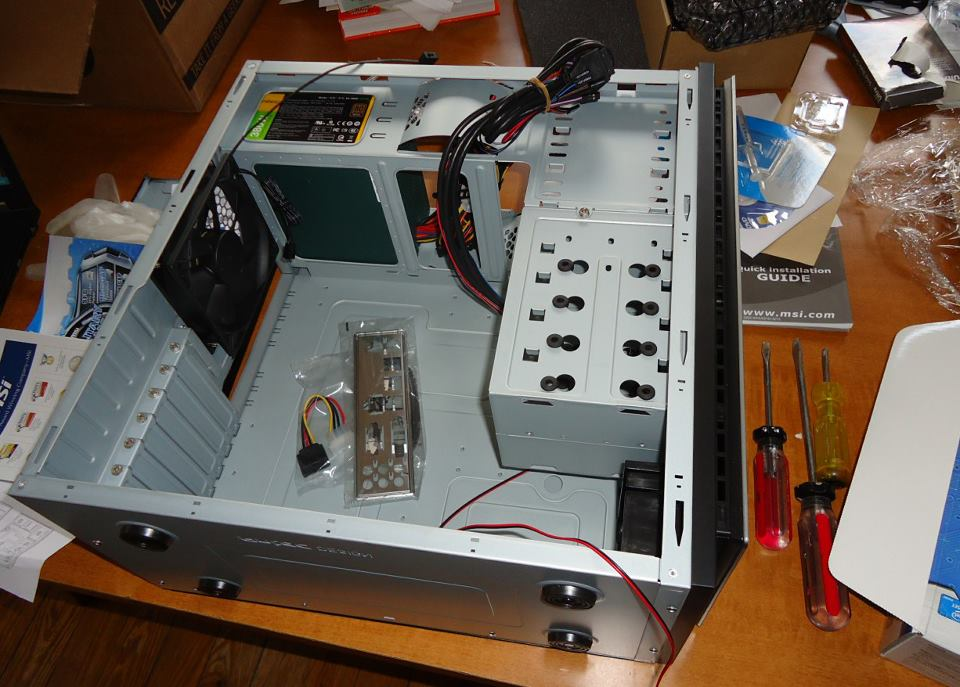
یک کیس خالی

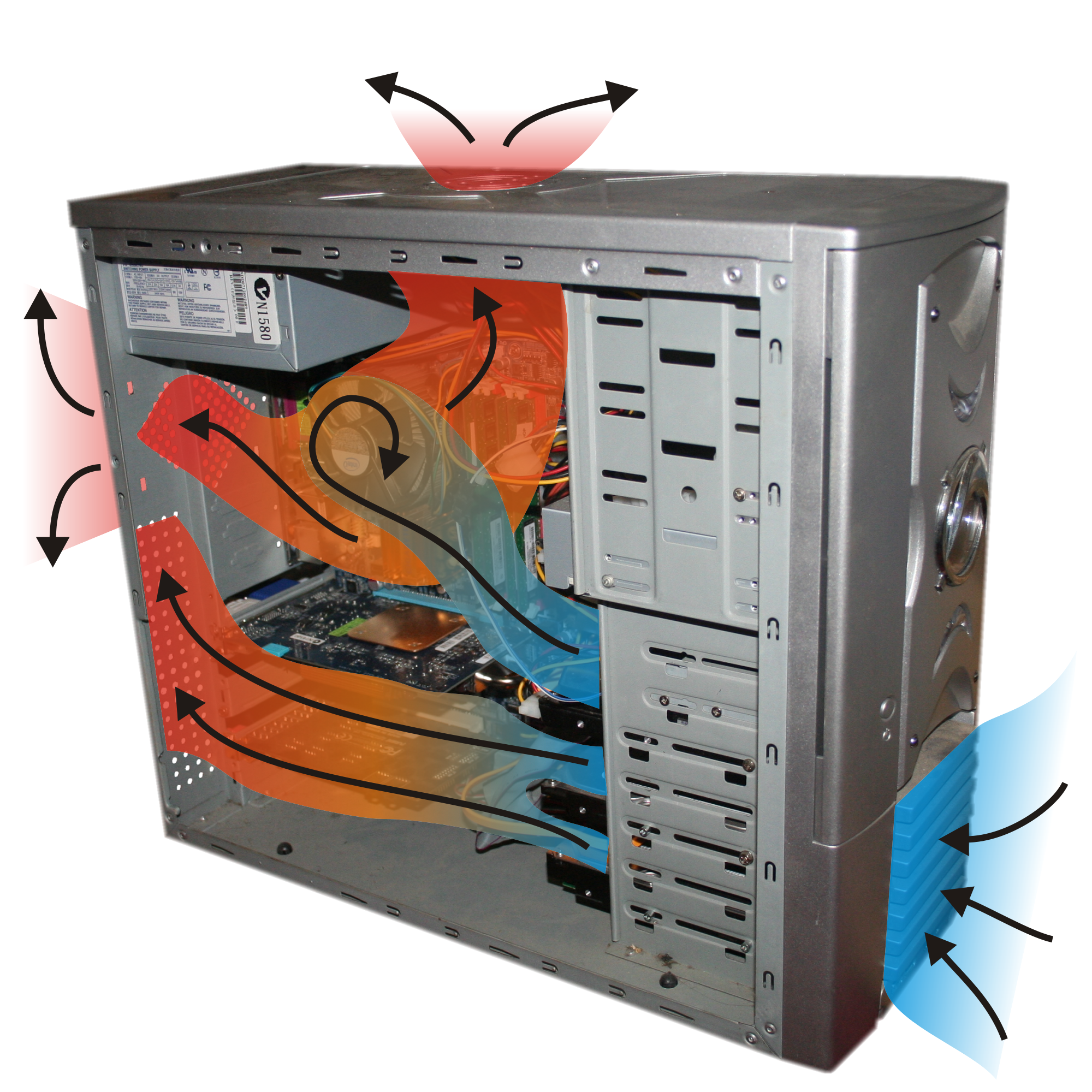
جریان هوا در کیس کامپیوتر

قابی که مادربرد بر روی آن نصب می‌شود در لپ‌تاپ، نت‌بوک و تبلت نیز در عمل کیس محسوب می‌شود، اما به صورت جداگانه فروخته نمی‌شوند و قابل تعویض نیستند. بیشتر کیس را محفظه‌ای در رایانه‌های رومیزی می‌نامند که وظیفه نگهداری از قطعات را دارند.
مهمترین کاربرد کیس رایانه نگهداری از قطعه‌ها و مرتبط ساختن آن‌ها با هم و در مرحله بعد خنک سازی اجزا است. گرد و غبار، ضربه، حشره‌ها، شئ‌ها و مایع‌ها جزء مواردی هستند که می‌توانند به قطعات حساس الکترونیکی رایانه آسیب وارد کنند. بنابراین کیس به عنوان یک بدنه مستحکم از آن‌ها حفاظت می‌کند. نگهداری قطعات پر سروصدا مانند فن درون فضای بسته کیس نیز باعث کاهش نویز می‌شود. مخفی کردن قطعه‌هایی مانند سی‌پی‌یو که فقط درصورت تعویض یا تعمیر یکی دیگر از مزیت‌های کیس است.
پس از محافظت، خنک نگهداشتن قطعه‌ها کاربرد دیگر کیس است. گردش هوا بر روی اجزای رایانه از مهمترین کاربردهای کیس است. برخی از قطعات سخت‌افزار مانند سی‌پی‌یو ممکن است بسیار داغ شوند و در نتیجه از کار بیافتند. بدین خاطر می‌بایست به بهترین شکل فرآیند خنک سازی قطعات را در کیس مدیریت کرد. برخی از کیس‌های جدید توانایی نشان دادن دمای داخل کیس را دارند. این کار بوسیله یک نشانگر دما انجام می‌شود.

## گونه‌ها
کیس‌ها از نظر اندازه، کاربرد و قطعات جانبی متفاوت هستند و هر کدام برای استفاده خاصی معرفی می‌گردد. اندازه کیس‌ها بستگی به اندازه مادربردها دارد که با فاکتور فرم شناخته می‌شود. برای انتخاب نوعی از کیس رایانه باید به آنچه کاربر نیاز و توقع دارد، توجه شود.

### تاور

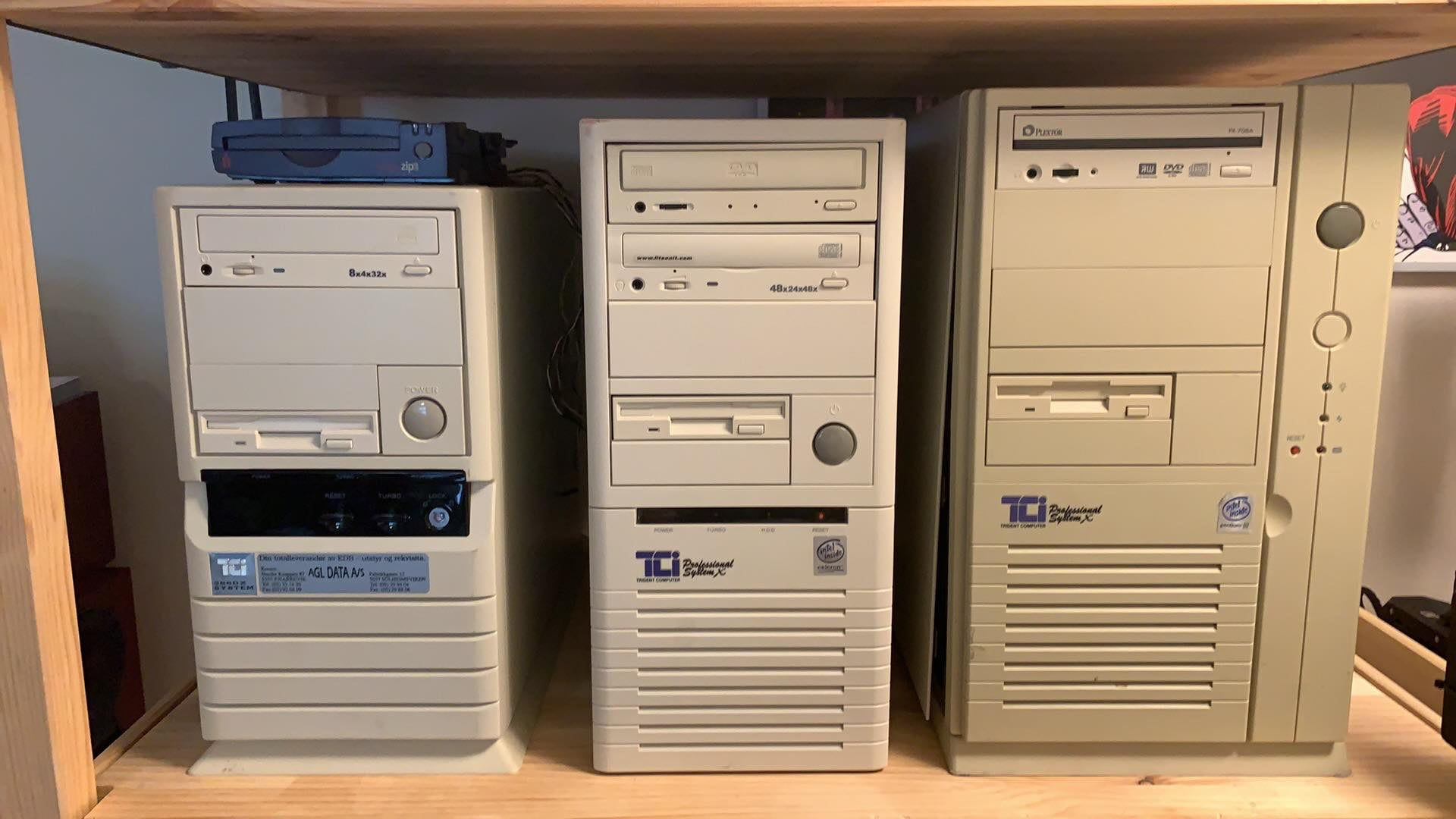
کیس‌های تاور در اندازه‌های مختلف

کیس‌های تاور، برجکی یا ایستاده متداول‌ترین کیس‌ها میان کاربرها هستند. این نوع کیس‌ها به سه دسته تقسیم می‌شوندکه عبارتند از:
1. فول تاور (Full Tower) بزرگترین نوع کیس تاور است. بیشتر میان کاربرهای شبکه و سرور رواج دارد. همچنین دارای ده اسلات توسعه هستند. قابلیت حمل آن سخت است و وزن سنگینی نسبت به دیگر دسته‌های کیس‌های تاور دارد.
2. میدل تاور (Middle Tower) یا میدتاور (mid-tower) متوسط نوع کیس تاور است. برای استفاده خانگی استفاده می‌شود. متداول‌ترین نوع کیس تاور است. این نوع کیس‌ها از مادربرد Mini-ITX, MicroATX و ATX پشتیبانی می‌کنند. همچنین دارای چهار یا هشت اسلات توسعه هستند. قابلیت مدیریت کابل و ارتقای قطعات را به کاربرها می‌دهد. به احتمال بسیار زیاد، گیمرها علاقه زیادی به داشتن این نوع از کیس‌ها خواهند داشت.
3. مینی تاور (Mini Tower) کوچکترین نوع کیس تاور و قابل حمل است. برای سازمان‌ها و ادارات استفاده می‌شود. این نوع کیس‌ها از مادربرد Mini-ITX یا MicroATX پشتیبانی می‌کنند. همچنین دارای دو اسلات توسعه هستند.

### دسکتاپ

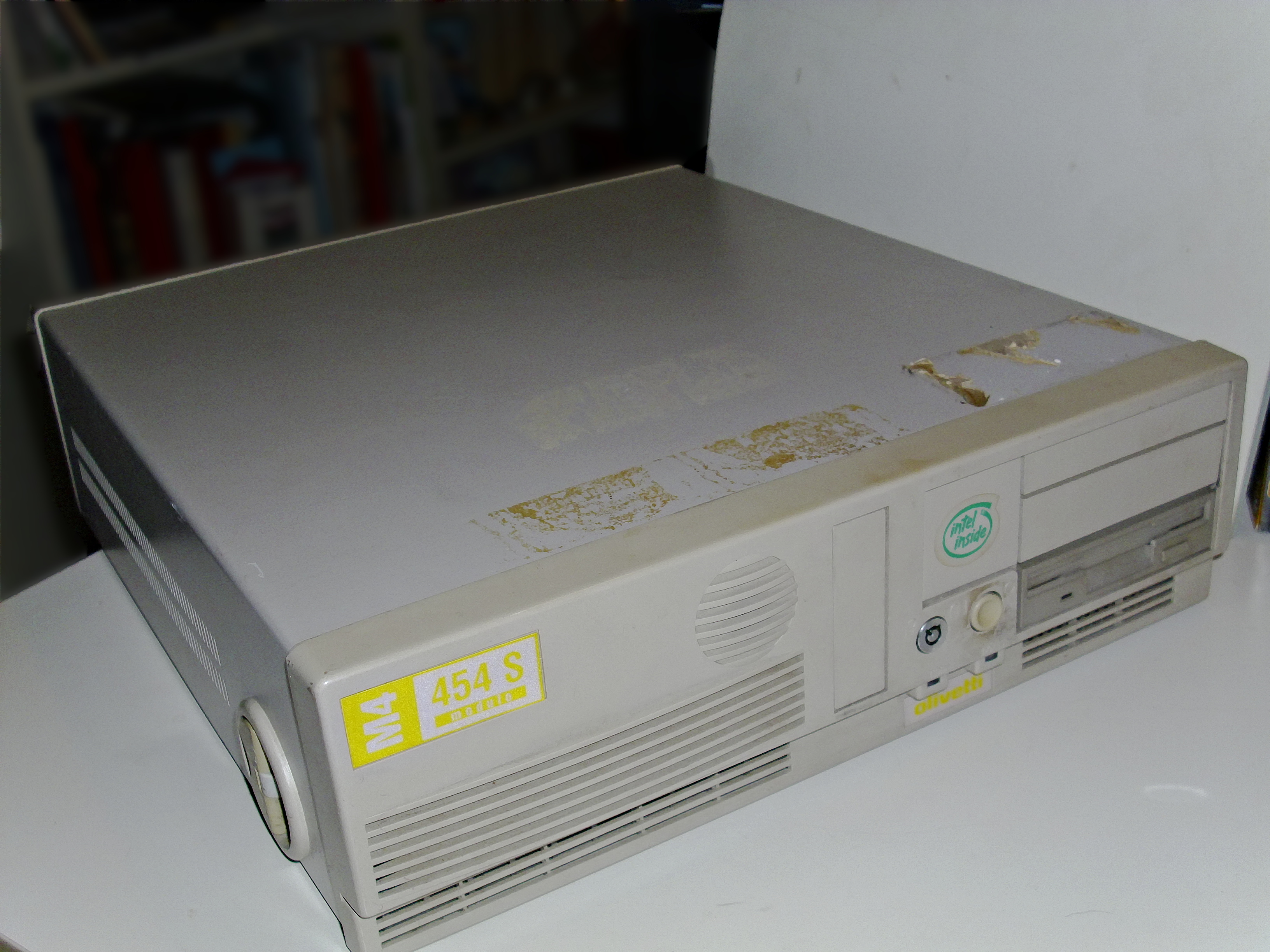
کیس دسکتاپ یا LPX

کیس‌های دسکتاپ یا رومیزی بصورت خوابیده روی میز قرار می‌گیرد. فضا و قدرت پاور کمتری اشغال و مصرف می‌کند. این نوع کیس‌ها ابتدایی ترین قابلیت‌های مورد نیاز را ارائه می‌دهند. کیس دسکتاپ باعث می‌شود تا بیشتر قطعات اینترنال در حداقل فضا اشغال شوند. این نوع کیس‌ها به دلیل سختی ارتقا و تعویض قطعات درونی آن، برای کارهای اولیه مانند انجام کارهای بانکی، گوش دادن به موسیقی، تماشای فیلم و فعالیت‌های مانند آن کاربرد دارند. به احتمال بسیار زیاد، گیمرها علاقه چندانی به داشتن این نوع از کیس‌ها نخواهند داشت.

### رکمونت

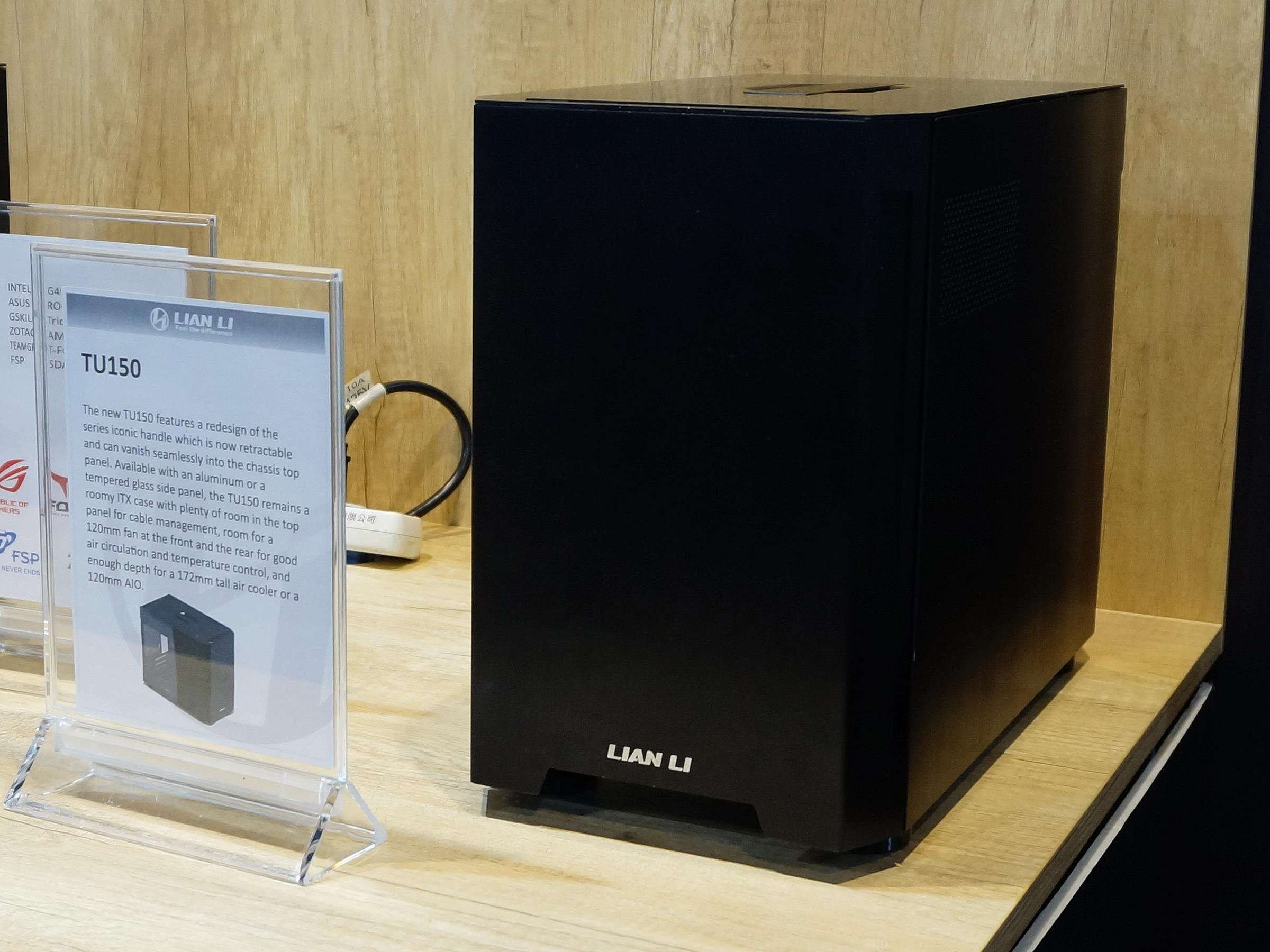
رکمونت

رکمونت (Rackmount) یک نوع از کیس رایانه است که به عنوان سرور مورد استفاده قرار می‌گیرد. قطعات بصورت امن در یک جعبه قرار می‌گیرد. کلیه کابل‌ها و تجهیزات درون رک به صورت منظم هستند و نمای بیرونی آن مرتب به نظر می‌رسد. کیس های رکمونت یک نوع از کیس های کامپیوتری هستند که به جای اینکه در حالت ایستاده روی زمین یا کنار میز قرار بگیرید، به صورت کتابی (افقی) داخل رک بسته می شوند. این نوع از کیس‌ها بیشتر توسط مدیرهای شبکه و بطور تمامی افرادی که در حوزه شبکه و سرورها مرتبط هستند، محبوب است.

### اُپن فریم

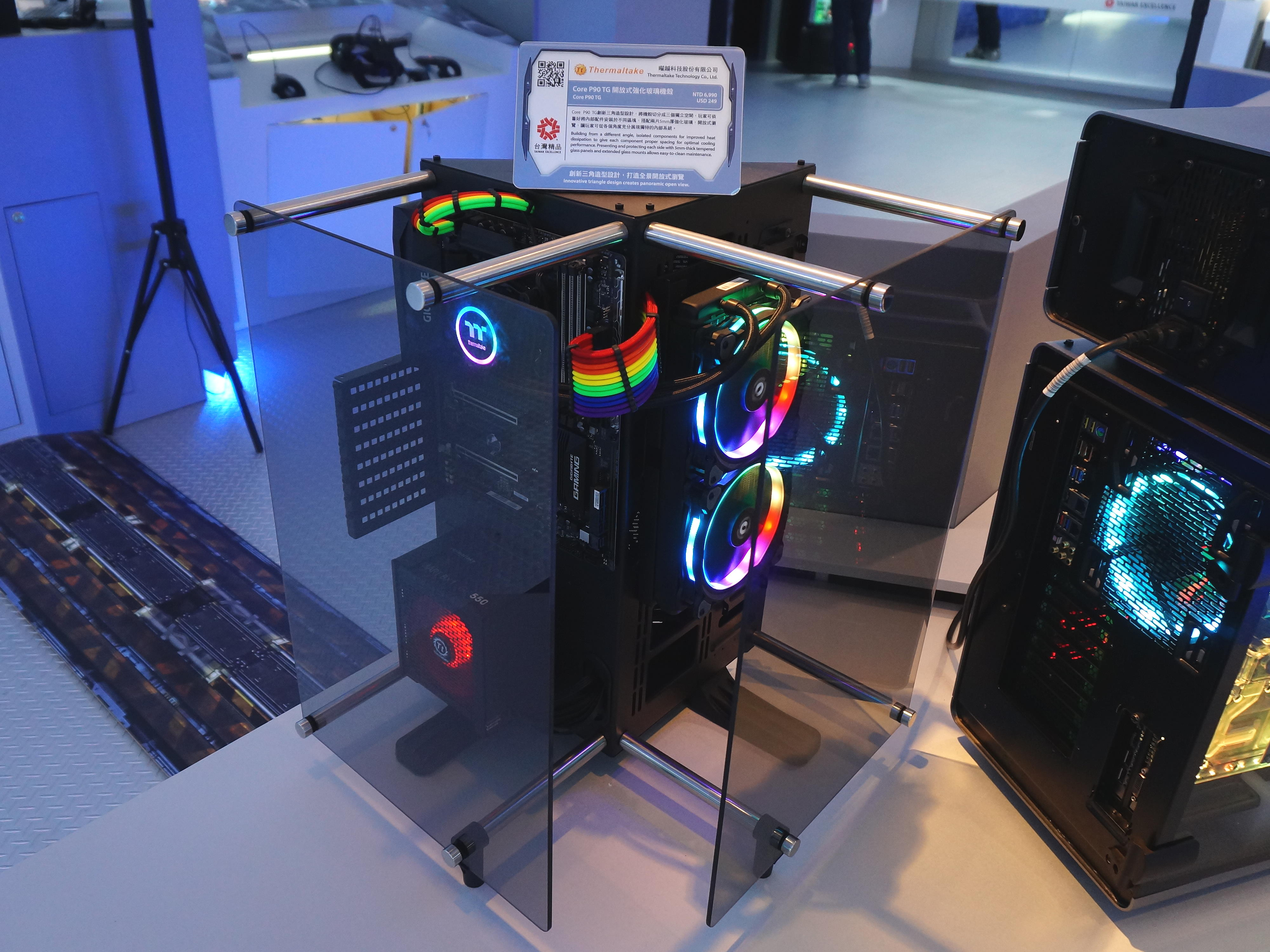
اُپن فریم

اُپن فریم (Open Frame) یا قاب باز نوعی از کیس رایانه برای فعالیت‌های آزمایشگاهی و تست قطعات مانند آزمایش آورکلاک است. تهویه هوا بسیار خوب انجام می‌شود اما گرد و غبار بصورت منظم باید پاک شود.

## سازوکار
کیس‌ها سازوکار بسیار ساده‌ای را دارند. دلیل آن نیز این است که کیس به خودی خود تنها یک بدنه است و فقط به عنوان یک محفظه از قطعات حفاظت می‌کند.

### بدنه

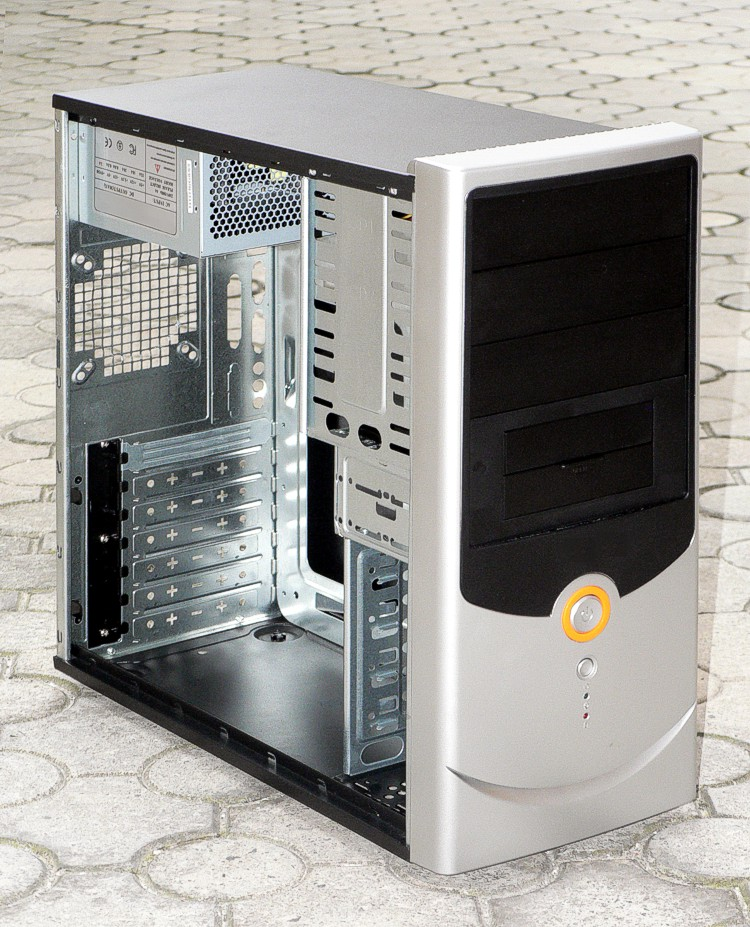
بدنه یک کیس میدل تاور

بدنه کیس‌ها به عنوان یک پایه برای نصب قطعه های دیگر مورد استفاده قرار می‌گیرند. داشتن امکانات جانبی مانند فن‌های رنگی و نشانگر دمای داخلی قابل توجه هستند. همچنین در هنگام خرید بدنه کیس (کیس اسمبل نشده)؛ ارتفاع خنک‌کننده پردازنده، طول کارت گرافیک، محل نصب پاور، جایگاه اسلات توسعه، جایگاه فن، سینی درایو و ابعاد خود کیس بسیار حائز اهمیت هستند.

### درها
میان بیشتر کیس ها دو در وجود دارد که اجازه دسترسی به قطعات اینترنال را به کاربر می‌دهد. درهای پنجره‌ای کیس که بخش شیشه‌ای دارند، با مدیریت کابل صحیح باعث زیبایی بیشتر کیس می‌شود. برخی از کاربرها اقدام به باز گذاشتن درِ کیس می‌کنند تا هوای درون محفظه سریع‌تر خنک شود اما این کار باعث برهم خوردن جریان ورودی و خروجی مناسب هوا می‌شود. هوا از یک سمت درِ کیس وارد می‌شود و از سمت دیگر توسط فن خارج می‌شود اما با باز بودن درِ کیس این فرآیند دچار اختلال می‌شود. همچنین باز بودن در کیس باعث تجمع و نفوذ گرد و خاک بیشتر می‌شود که این امر می‌تواند باعث جلوگیری از تماس قطعه‌ها و بورد با هوا شود.

### بی
جایگاه بِی (Bay) در بخش جلوی کیس قرار دارد و محل قرارگیری فلاپی‌دیسک و درایو نوری است. البته لازم به ذکر است که بی‌های فلاپی دیسک در تولید کیس‌های جدید طراحی نمی‌شوند زیرا فلاپی‌دیسک‌ها بسیار قدیمی بوده و از رده خارج شده‌اند. بی‌های 2.5 اینچی و 3.5 اینچی برای بیشتر کیس‌ها طراحی شده است. ممکن است درب‌های بی که به هیدن (hidden) معروف هستند در دراز مدت خراب شده و همچنین باعث خرابی درایو نوری شوند.

### درگاه‌ها

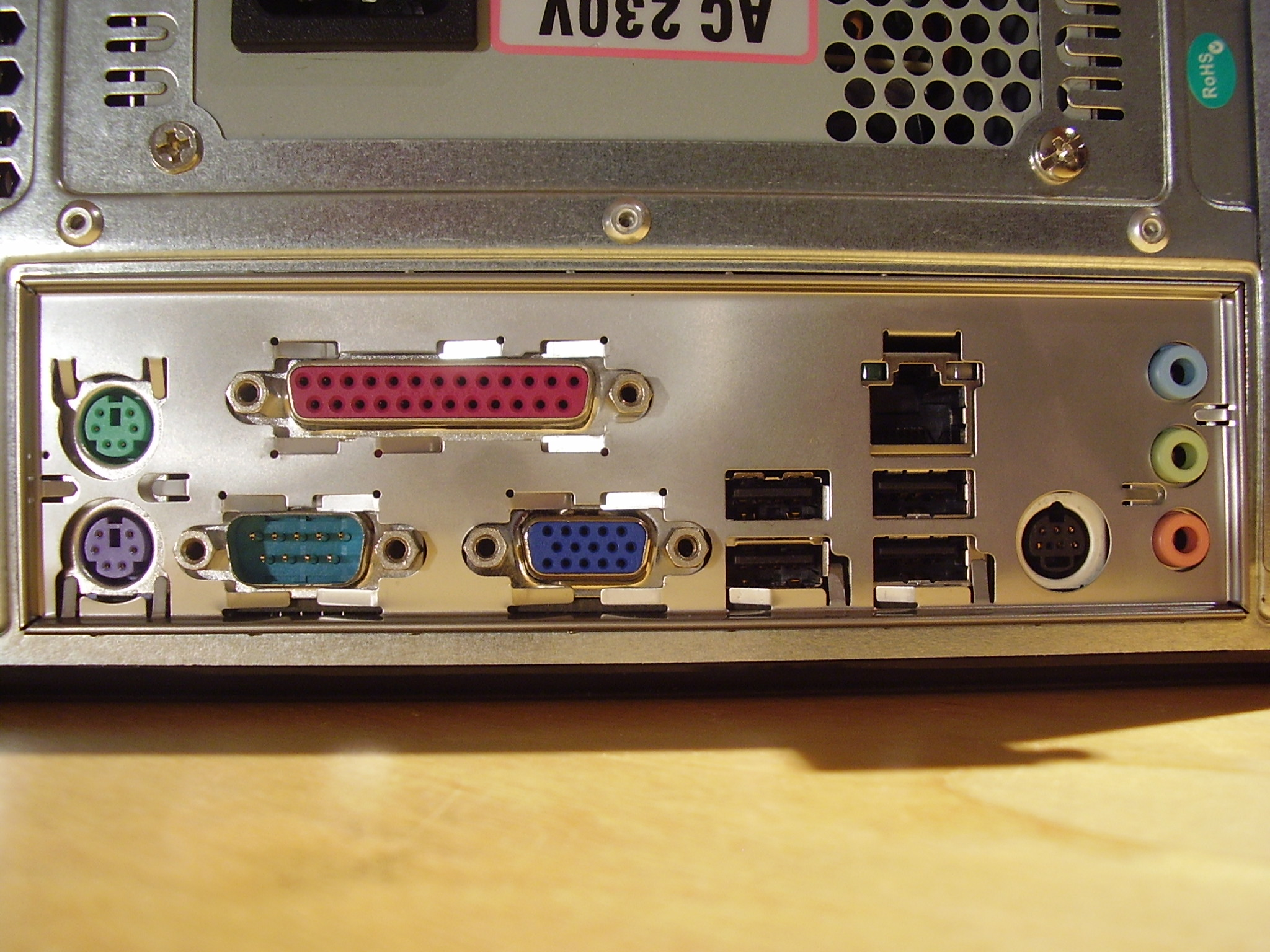
درگاه‌های پشتی کیس یا آی‌او شیلد (I/O Shield)

بیشتر درگاه‌هایی که قرار است دستگاه‌های ورودی و خروجی متصل شوند در پشت کیس تعبیه شده‌اند. همچنین جایگاه کابل برق آی‌ئی‌سی (IEC 60320) در پشت منبع تغذیه واقع در پشت کیس قرار دارد. به درگاه‌های پشت کیس آی‌او شیلد گفته می‌شود. در کیس‌های امروزی درگاه‌های جک و یواس‌بی برای لوازم جانبی و رسانه‌های جداشدنی در روبه‌روی کیس قرار دارد تا کاربر بدون زحمت بتواند از آن‌ها استفاده کند. همچنین بخش جلوی کیس به طور معمول شامل دکمه روشن/خاموش و گاهی اوقات یک دکمه ریست است و چراغ‌های کوچک دیود نورگسیل نیز برای نمایش وضعیت روشن/خاموش بودن و خودآزمایی هنگام روشن شدن استفاده می‌شود. به درگاه‌ها و ال‌ئی‌دی‌های روبه‌روی کیس، پنل جلویی یا فرانت پنل گفته می‌شود.

## فاکتورها

### سیستم خنک کننده و نورپردازی

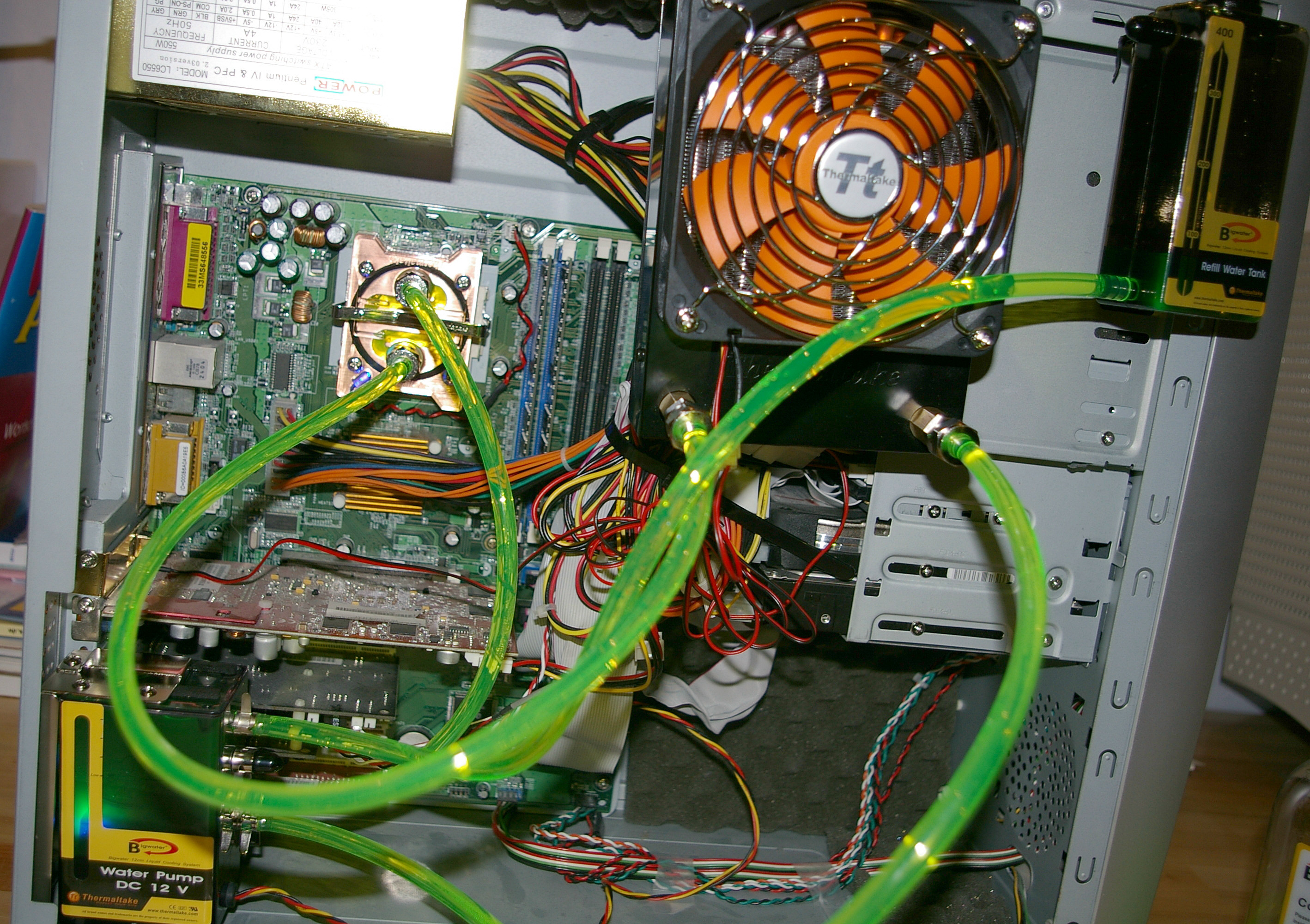
واترکولینگ در کیس

سیستم خنک کننده کیس فاکتور مهمی در دینامیک حرارتی و دینامیک سیالات است. وظیفه سیستم خنک کننده، خنک کاری رایانه است که گرما موجود در قطعات و محفظه کیس از داخل به خارج منتقل شود. سیستم خنک کننده در کیس‌ها به دو دسته ایرکولینگ یا واترکولینگ است. ایرکولینگ سیستم خنک سازی از طریق هوا و واترکولینگ سیستم خنک سازی از طریق آب است. در ایرکولینگ خنک سازی بوسیله فن‌ها و در واترکولینگ خنک سازی بوسیله آب صورت می‌گیرد. هردو خنک سازی بطور کلی، به یک فن و یک رادیاتور نیاز دارند تا گرما را خارج کنند. ایرکولینگ در کیس‌‌های قدیمی و واترکولینگ در کیس‌های جدید تعبیه شده است. در کیس‌های واترکولینگ نشانگری برای نشان دادن دمای داخل کیس وجود دارد. از مزیت‌های واترکولینگ، زیبایی بیشتر و کاهش نویز است. بلوک بودن قطعات مانند سی‌پی‌یو، جی‌پی‌یو و رَم در واترکولینگ بسیار مهم است.

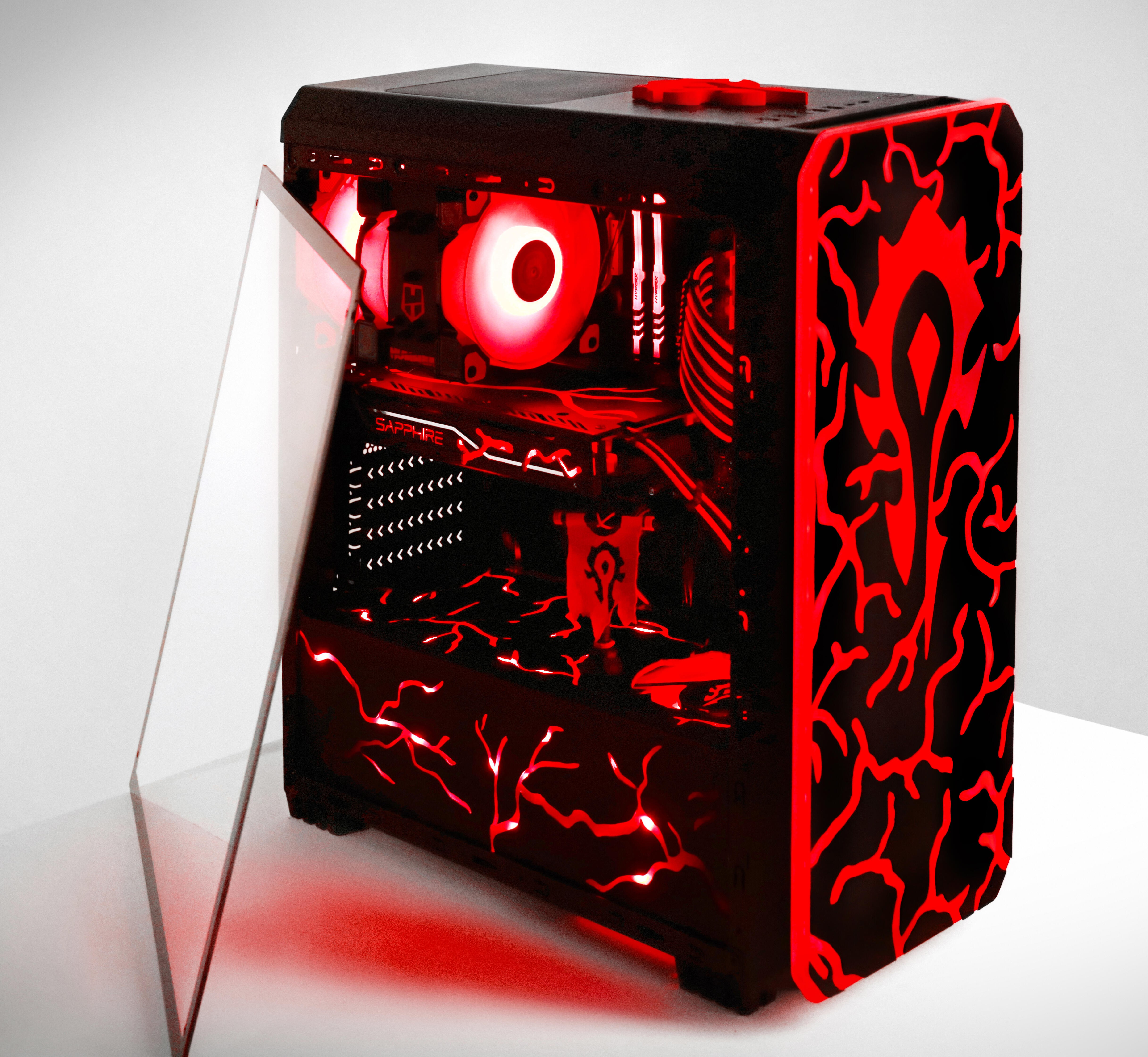
نورپردازی کیس با رنگ قرمز

بیشتر کیس‌های رایانه‌ها، مستطیل با رنگ سیاه هستند. نورپردازی در کیس‌ها ظاهری بسیار زیبا به آن‌ها می‌بخشد.

### جنس بدنه
جنس بدنه کیس رایانه از فاکتورهای بسیار مهمی است که باید به آن توجه ویژه‌ای داشت. جنس بدنه کیس می‌تواند از جنس فلز، فولاد، آلومینیم، پلاستیک و چوب باشد.
جنس فولاد ضد زنگ می تواند بسیار کارآمد باشد. جنس بدنه همچنین باعث افزایش یا کاهش وزن بدنه می‌شود.
بسیاری از کیس‌ها بخصوص از جنس فلز دارای لبه‌های بسیار تیزی هستند که باید در زمان باز کردن درب کیس مراقب کرد تا آسیبی به دست یا انگشت وارد نشود.

### فن‌ها

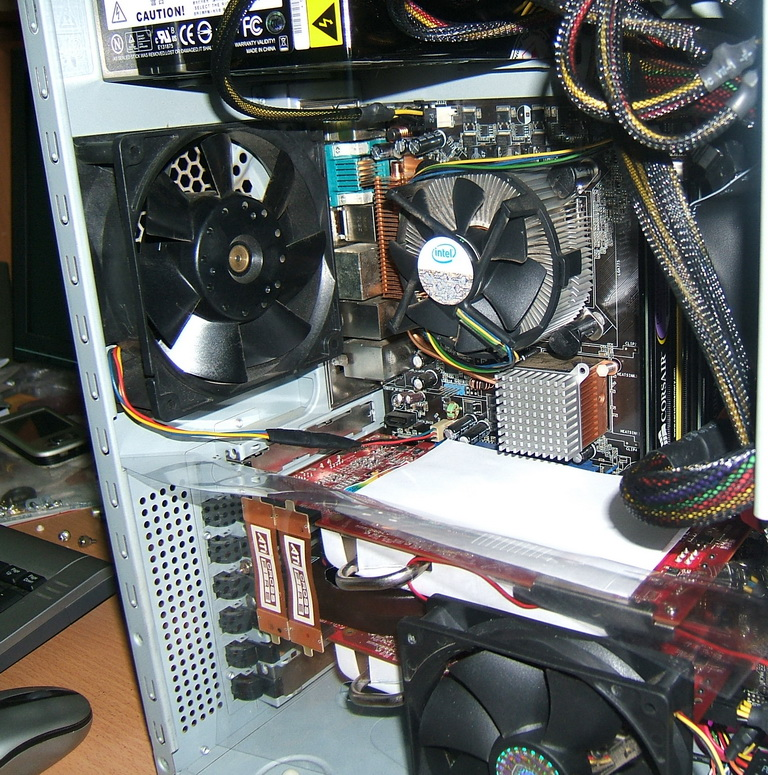
فن‌های درون کیس

فن‌ها در کیس‌های ایرکولینگ کار اصلی خنک سازی را انجام می‌دهند. داشتن یک فن برای سی‌پی‌یو و یک فن دیگر برای جی‌پی‌یو ضرورت دارد. برخی از کاربرها از فن هارد دیسک نیز استفاده می‌کنند. منبع‌های تغذیه نیز بصورت از پیش طراحی شده درون خود یک فن دارند. در برخی از کیس‌ها نیز یک فن کمکی (auxiliary fan) تعبیه شده است. فن کمکی ضرورت ندارد اما بودن آن موجب خنک سازی بیشتر کیس می‌شود. علاوه بر فن‌ها بدنه نیز می‌بایست متناسب با آن‌ها به گونه‌ای طراحی شده باشد تا فن‌ها به درستی قرارگیرند و همچنین هوای گرم به خوبی از کیس خارج شود. متعدد بودن فن‌ها نیاز به تنظیم سرعت آن‌ها و کاهش نویز نیز است که باید در هنگام اسمبل به آن نیز توجه شود. فن کیس براساس میزان هوا بر حسب دقیقه (CFM) تبه بندی می‌شود. هر چقدر مقدار CFM بیشتر باشد؛ فن هوای بیشتری را جابجا می‌کند.

## مدیریت کابل

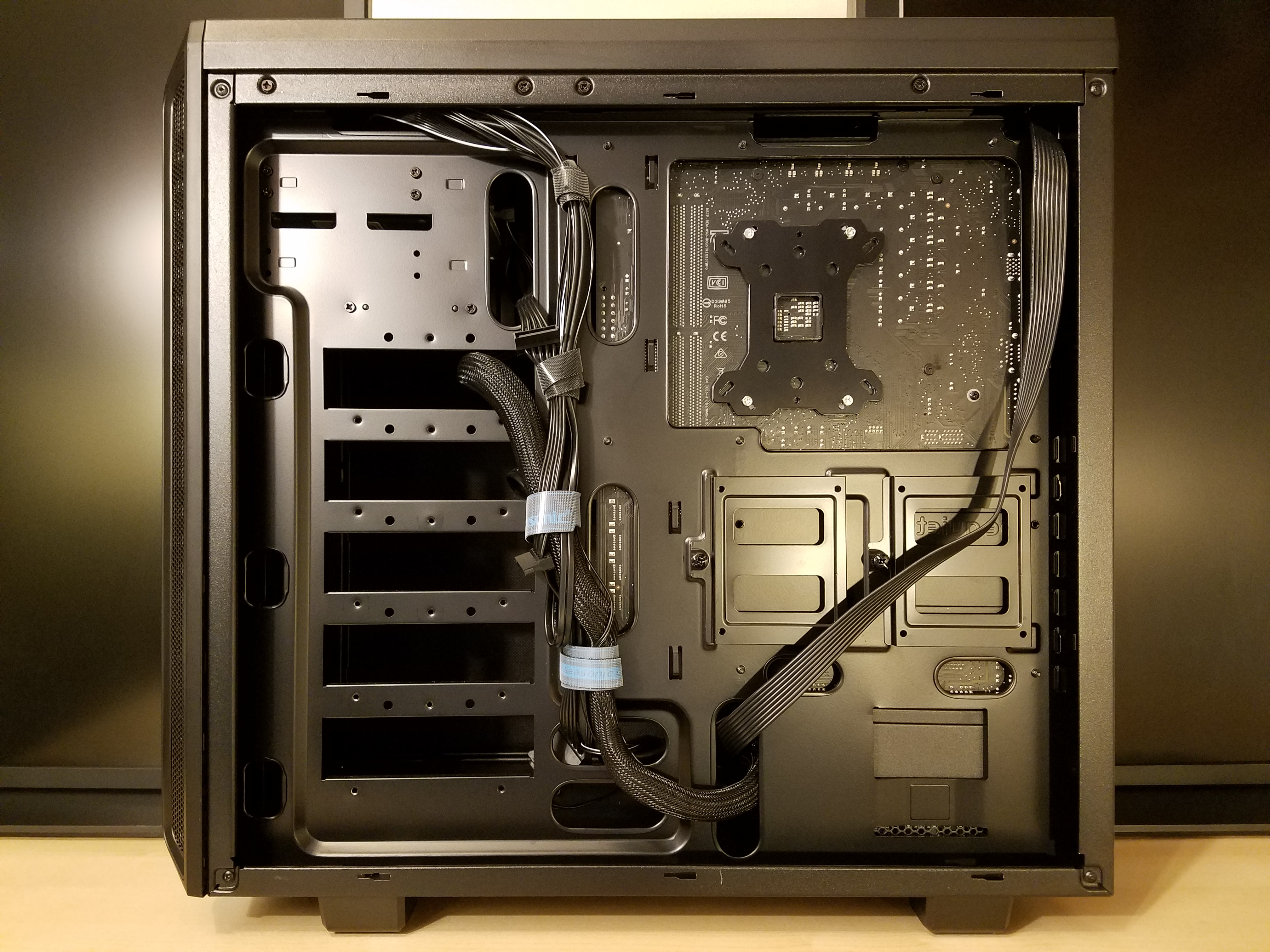
مدیریت کابل در پشت مادربرد

مدیرت کابل‌ها در جعبه رایانه از اهمیت بسیار بالایی برخوردار هستند. این امر باعث می‌شود تا قطعات بدون تداخل با یکدیگر بصورت مجزا به فعالیت خود ادامه دهند. باعث می‌شود تا سیم‌ها و کابل‌ها به  پره‌های فن گیر نکند. همچنین در زمان تعویض قطعات باعث صرفه جویی در زمان می‌شود. در گذشته درب‌های کناری کیس پوشیده بود اما امروزه این درب‌ها باعث دیده شدن درون کیس می‌شود. بدین ترتیب با داشتن یک مدیریت کابل منظم می‌توان از دیده شدن آن بدون مخفی کردن قطعات استفاده کرد. خرید یک منبع تغذیه تمام ماژولار که قابل جداسازی سیم‌های خود است نیز باعث هرچه بهتر شدن مدیریت کابل‌ها می‌شود. یکی دیگر از مزیت‌های مدیریت کابل کیس مادینگ است. تغییر ظاهر کیس یا کیس مادینگ با افزودن نور داخلی، رنگ کردن کیس یا افزودن سیستم خنک‌سازی مایع صورت می‌گیرد.

## تعمیر
در هنگام تعمیر کیس رایانه اسمبل شده ممکن است تعمیرکار رایانه درخواست کند تا رایانه را به دست آن سپرد. نکته قابل توجه آن است که نیازی نیست تمامی دستگاه‌های ورودی و خروجی را نیز پیش تعمیرکار برد فقط کافی است تا کیس رایانه را به آن سپرد.

## خرید

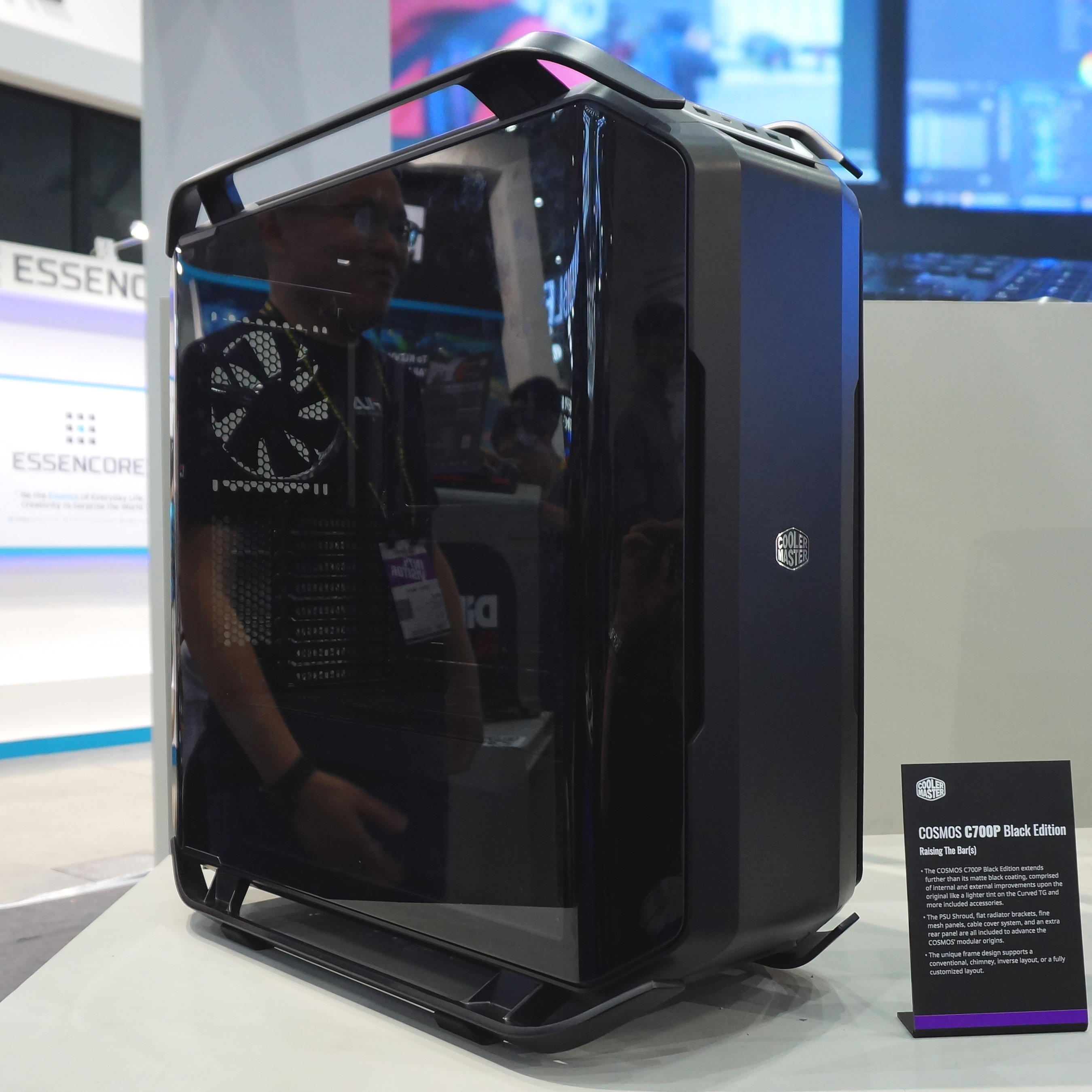
کیس کولر مستر کازمس (Cosmos)

خرید کیس به دو صورت انجام می‌شود. بدون اسمبل و دیگری اسمبل شده. برای خرید یک کیس بدون اسمبل می‌بایست از دانش کافی از فاکتور فرم قطعات برای اسمبل کردن درون کیس اطلاع داشت.

امروزه برندهای بسیاری اقدام به طراحی و سپس تولید کیس می‌کنند که می‌توان به Xoxide، NZXT و Antec اشاره نمود. گرین و تسکو نیز از برندهای مشهور ساخت کیس در ایران هستند.

## نگارخانه

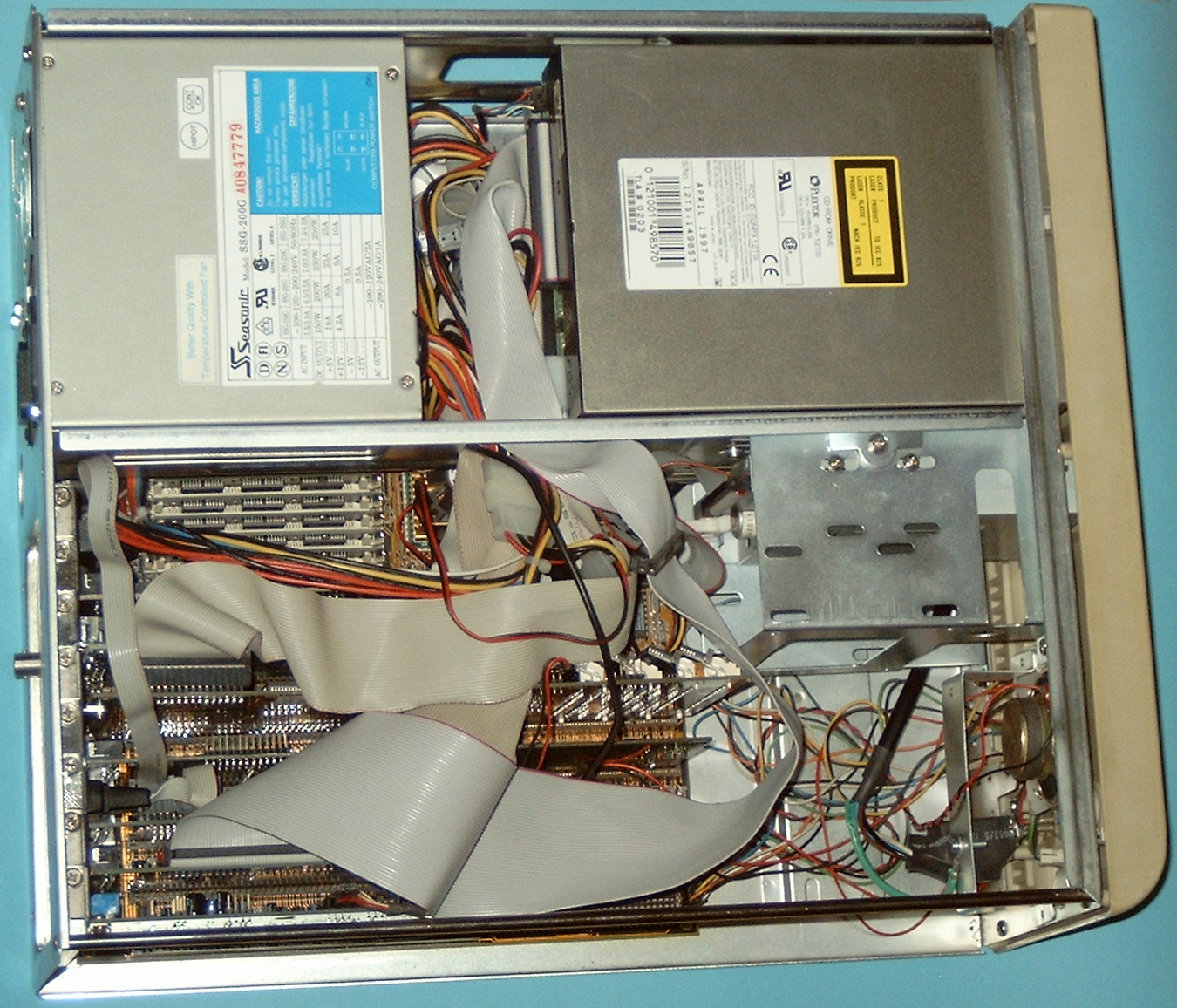
یک کیس بدون مدیریت کابل
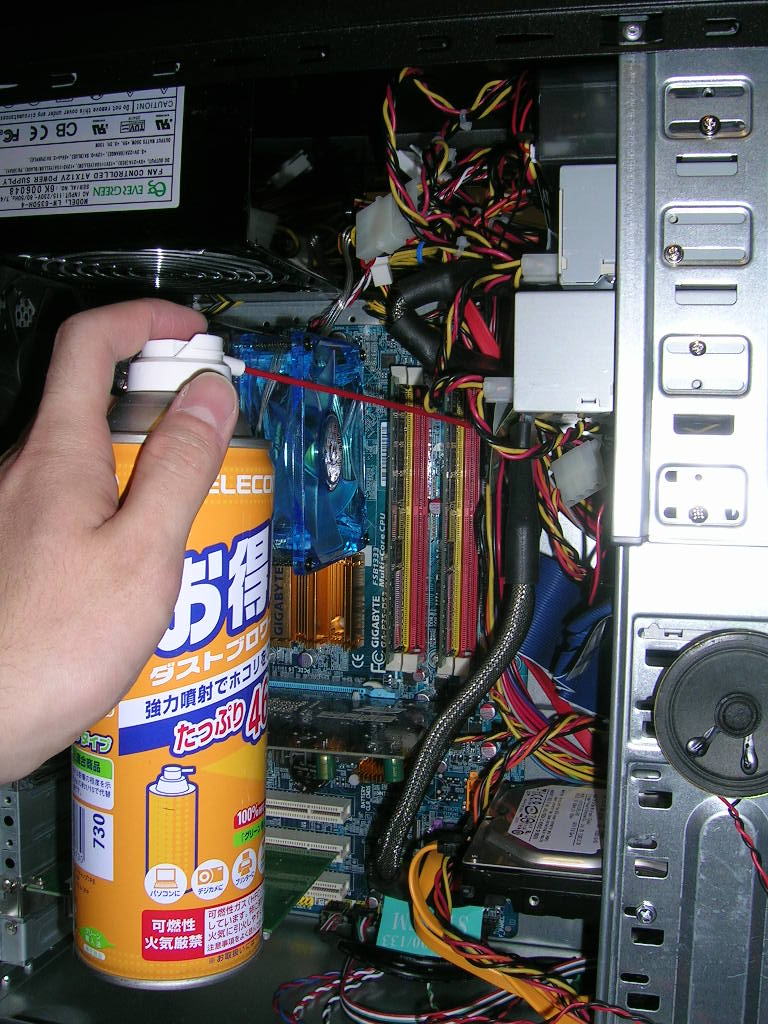
پاکسازی کیس با اسپری باد
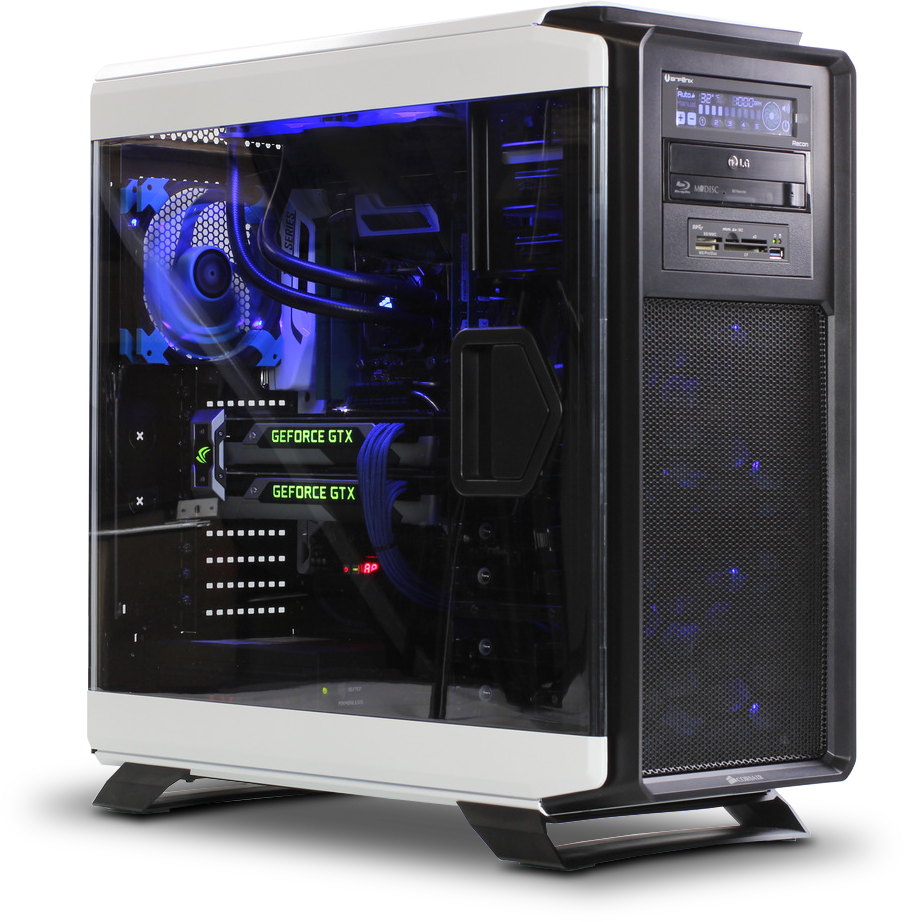
یک کیس گیمینگ